# Börsenenquetekommission
Börsenenquetekommission ist die Bezeichnung für eine Expertenkommission, die 1892 in Deutschland infolge schwerer Finanzkrisen und gehäufter Bankrotte von Aktiengesellschaften eingesetzt wurde, um die damaligen korrupten Verhältnisse, übermäßigen Spekulationen und Missstände an den Börsen durch Richtlinien für die Börsentätigkeit zu regulieren. Ihr Zweck bestand somit in der Einführung von Börsenaufsichtsinstanzen und börsenrechtlicher und wertpapierrechtlicher Vorschriften.

## Historischer Hintergrund
In England fanden 1875 und 1877/78 Börsenenqueten wegen vorausgegangener Finanzkrisen, wie dem Gründerkrach von 1873 und der Wirtschaftskrise von 1857, statt. Im Jahre 1890 stand die renommierte Londoner Handelsbank Baring Brothers am Rande des Konkurses. In der Folge setzte ein allgemeiner Run auf die deutschen Banken ein und löste den Zusammenbruch der Berliner Börse aus, die sich davon bis zum Herbst 1891 nicht mehr erholte. Um der Krise zu begegnen, setzte Reichskanzler Leo von Caprivi die Börsenenquete ein.

## Börsenenquetekommission 1892
In Deutschland wurde von Reichskanzler Graf Leo von Caprivi am 16. Februar 1892 eine 23-köpfige Börsenenquetekommission einberufen, die aus verschiedenen Fachleuten, Räten, Reichstagsabgeordneten, Senatoren, Professoren und Vertretern von Handelskammern bestand. Sie tagte in der Zeit vom 6. April 1892 bis 17. Mai 1893 unter dem Vorsitz des Reichsbankdirektors Koch und hielt dabei insgesamt 93 Sitzungen ab.
Dabei wurden grob gefasst fünf Themengruppen diskutiert:
- Börsenorganisation
- Emissionswesen
- Terminhandel
- Kurs- und Maklerwesen
- Kommissionsgeschäfte

Neben den teilweise hitzigen und kontroversen Debatten zwischen wirtschaftsliberalen und reformerischen Flügeln der Hauptkommission wurden Unterkommissionen gebildet, Statistiken erarbeitet, und in Sachverständigenkommissionen insgesamt 115 Sachverständige zu Rate gezogen. Nach zahlreichen Anträgen und spannungsreichen Abstimmungen erarbeitete die Kommission schließlich Vorschläge, die in Form eines Berichts nebst Anhängen und Protokollen am 11. November 1893 dem Reichskanzler Caprivi vorgelegt wurden.
Darin findet sich unter Kapitel 4 Börsendisziplin die Anregung, an jeder Börse einen Börsendisziplinarhof einzurichten, vor dem Börsenbesucher, welche durch ihr Verhalten an der Börse oder bei Ausübung des Geschäftsbetriebs die kaufmännische Ehre verletzen oder sich Handlungen zu Schulden kommen lassen, welche sie der Achtung ihrer Standesgenossen berauben, zur Verantwortung zu ziehen sind.

### Teilnehmer
Organisiert wurde die Kommission unter dem Vorsitz des Reichsbank-Direktors Richard Koch. Am 16. Februar 1892 zählte die Börsenenquetekommission 23 Mitglieder, im Mai und Oktober 1892 kamen insgesamt 5 weitere Mitglieder hinzu.
- Ludwig von Cuny, Reichstag Berlin
- Gustav Cohn, Nationalökonom
- Hermann Wilhelm Fehling, Senator und K.u.k.-österreichisch-ungarischer Honorarkonsul zu Lübeck
- Julius von Jobst, Handelskammer Stuttgart
- Friedrich Theodor Lürman (geb. 1847), 1889 Präses der Handelskammer Bremen
- Adolf von Auer (1831–1916), Justizrat aus München, Bayerische Hypotheken- und Wechselbank
- Graf Traugott Hermann von Arnim-Muskau
- Carl von Behr
- Hans von Kanitz
- Ernst von Mendelssohn-Bartholdy, Ältester der Korporation der Kaufmannschaft Berlins.
- Heinrich Wiener (1834–1897)
- Gustav von Schmoller
- Henning August Graf von Arnim-Schlagenthin in Hohengüstow und Güterberg (Uckermark)

### Sachverständige
Unter den insgesamt 115 Sachverständigen stammten
- 39 aus dem Bereich Effektenverkehr, darunter, von Wallenberg-Pachaly (Breslau), Wilhelm (München)
- 16 aus dem Getreidehandel, darunter Rosenfeld (Posen) und Gustav Adolf Ramdohr (Aschersleben), der die Einführung eines Ehrengerichtshofs unter Vorsitz eines Staatskommissars vorschlug,[1]
- 10 aus der Landwirtschaft, darunter Leo von Graß-Klanin
- 10 aus der Müllerei,
- sowie andere unter anderem aus den Branchen Spiritus, Zucker, Textil, Kaffee (darunter Alexander von Gülpen (Emmerich), der ein zentrales staatliches Börsenregister und staatliche Kontrolle der Kursnotierung forderte).

## Nachwirkung: Börsengesetz 1896
Die Ergebnisse der Kommission sind in den »Amtlichen Drucksachen der Börsenenquetekommission« (Berlin 1894) erschienen, und der Bericht der Kommission an den Reichskanzler wurde am 28. Dezember 1893 im »Deutschen Reichsanzeiger« veröffentlicht. Auf der Grundlage der aufwendigen Vorarbeiten und Gutachten der Kommission kam das Reichsbörsengesetz vom 22. Juni 1896 und das Depotgesetz von Juli 1896 zustande, die Vorform und Grundlage des deutschen Börsengesetzes (BörsG) und des Depotgesetzes.
Das Börsengesetz von 1896 krempelte das gesamte Finanz- und Bankwesen in Deutschland um. Die Spekulation wurde in Deutschland massiv unterdrückt und auf die Spielbanken verwiesen. Gleichwohl gab es vereinzelt Widerstand. Nachdem zum Beispiel die 68. Kommissionssitzung am 8. Februar 1893 dem monopolistischen Kammzug-Terminhandel gewidmet war, das Börsengesetz von 1896 entstanden und publiziert war, machte im Frühjahr 1899 der Bundesrat von einer ihm darin erteilten Ermächtigung Gebrauch und verfügte die Schließung der Leipziger Kammzug-Terminbörse für den 1. Juni 1899. Termingeschäfte wurden in Leipzig jedoch trotzdem ruhig weitergeführt, nur eine offizielle Kursnotierung und Publikation derselben konnte nicht mehr stattfinden.
Die Unterschiede in der Finanzpraxis zwischen dem anglo-amerikanischen und dem deutschen Raum ist bis heute augenfällig. Bald schlossen sich Holland, Japan und mit Einschränkungen die Schweiz dem deutschen Modell an.